# Función de luminosidad (astronomía)
En astronomía la función de luminosidad indica el número de estrellas o galaxias por intervalo de luminosidad. Las funciones de luminosidad se usan para estudiar las propiedades de grandes grupos o clases de objetos astronómicos como las estrellas en cúmulos o las galaxias del Grupo Local.

## Función de luminosidad de Schechter
La función de luminosidad de Schechter indica la densidad espacial de galaxias dentro de un intervalo de luminosidad. La función es:
{\displaystyle n(x)\ \mathrm {d} x=\phi ^{*}x^{a}\mathrm {e} ^{-x}\mathrm {d} x,}
donde {\displaystyle x=L/L^{*}} y {\displaystyle L^{*}} es el punto característico (indicado en luminosidad) donde la forma en ley de potencias de la función termina. El parámetro {\displaystyle \,\!\phi ^{*}} tiene unidades de densidad numérica y aporta la normalización. La función de luminosidad de galaxias puede tener distintos parámetros para distintas poblaciones y entornos, por lo que no es una función de carácter universal. Una medida para galaxias de campo es:
{\displaystyle a=-1.25,\ \phi ^{*}=1.2\times 10^{-3}h^{3}\mathrm {Mpc} ^{-3}}.

## Función de luminosidad para enanas blancas
La función de luminosidad para enanas blancas indica el número de estrellas enanas blancas con una luminosidad dada. Ya que esta función determina las tasas a las que este tipo de estrellas se forman y se enfrían, es de especial interés por la información que ofrece sobre la física del enfriamiento de enanas blancas y sobre la edad e historia de la Vía Láctea.